# Fritz Beyer
Fritz Beyer (auch Friedrich Beyer, vermutlich Fritz Wilhelm Emil Beyer; * 31. März 1874 oder 21. September 1885 in Berlin; † nach 1941) war ein deutscher Architekt. 

## Wirken

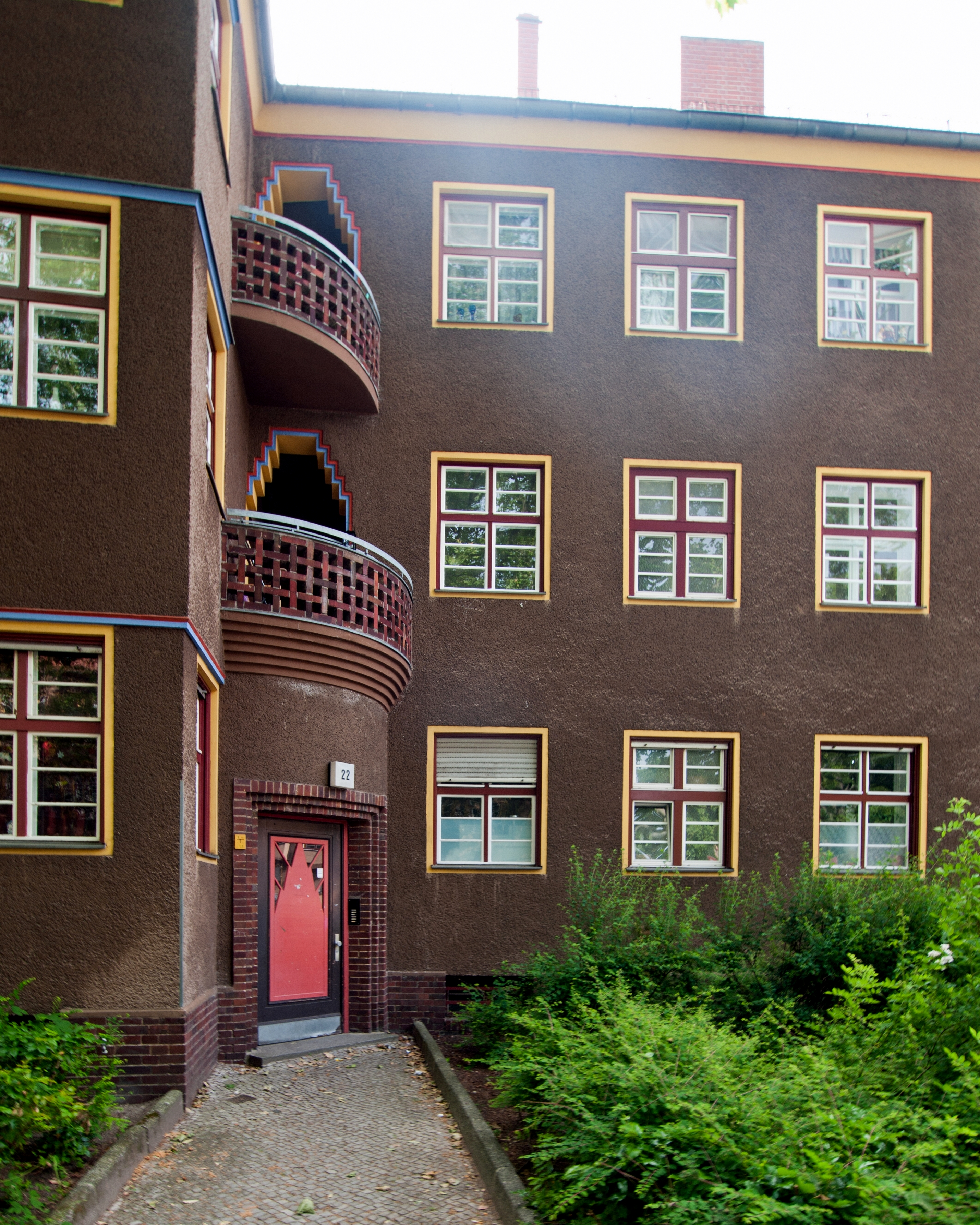
Siedlung Paddenpuhl, mit den Architekten Erich Dieckmann und Josef Scherer

Beyer errichtete zahlreiche öffentliche Bauten in Berlin und Umgebung. Dabei passte er sich an zeitgenössische Stile an. Dazu zählen der Historismus beim Rathaus Wittenau, die Moderne bei der Gemeindeschule Borsigwalde bis hin zum Neuen Bauen bei der Grundschule Berlin-Frohnau.
Beyer nahm an etlichen Architekturwettbewerben teil, so 1906 für die Realschule Eisleben, 1909 für das Rathaus Berlin-Schöneberg, wobei er zusammen mit Max Niedenhoff einen 1. Preis gewann, 1909 für das Rathaus Berlin-Wittenau, wo er ebenfalls den 1. Preis gewann und 1912 zusammen mit Max Niedenhoff für das Rathaus Berlin-Erkner.
Fritz Beyer arbeitete mit Partnern zusammen, so mit den Architekten Alfred Klingenberg aus Berlin, Max Niedenhoff aus Berlin, Ewald Wachenfeld, Paul Krämer und Otto Herold und dem Bildhauer Julius Wolff (auch: Julius Wolf) aus Berlin-Friedenau.

## Werk
- 1908, Guben (heute Gubin, Polen), Bismarckturm
- 1909 Colau (heute Kołaczkowice (Woiwodschaft Großpolen), Polen), Schule
- 1909–1911 Berlin-Wittenau, Neues Rathaus, mit Julius Wolff
- 1911–1914 Frankfurt (Oder), Erweiterungsbau des Rathauses, mit Julius Wolff
- 1912–1918 Berlin-Borsigwalde, Sommerfelder Straße 5/7, Gemeindeschule (Benjamin-Franklin-Oberschule)
- 1913–1914 Lübben (Spreewald), Paul-Gerhardt-Schule (heute Paul-Gerhardt-Gymnasium), mit Alfred Klingenberg[5]
- 1914 Frankfurt (Oder), Restaurierung der alten Rathaushalle
- 1914 Salzwedel, Landwirtschaftsschule, mit Ewald Wachenfeld, Krämer & Herold (Paul Krämer und Otto Herold), Fritz Hennings und Wilhelm Hennings
- 1914 Berlin-Charlottenburg, ehemaligen Karolingerplatz, ehemaliges Landhaus, mit Alfred Klingenberg
- um 1914 Charlottenburg, Beteiligung am Bau der ersten Verwaltungshallen am Berliner Funkturm
- 1912–1914 Berlin-Mitte, Unter den Linden 28–30, Geschäftshaus der Daimler-Motoren-Gesellschaft, mit Alfred Klingenberg
- 1915 Berlin-Wilmersdorf, Güntzelstraße 77 / Ecke Jenaer Straße, Wohnhaus, mit Alfred Klingenberg
- 1926–1928 Berlin-Moabit, Agricolastraße 13–15, Tile-Wardenberg-Straße 16–18, Wohnanlage, mit Ferdinand Köhler
- 1927–1929 Berlin-Reinickendorf, Siedlung Paddenpuhl, mit Erich Dieckmann und Josef Scherer
- 1928–1929 Berlin-Frohnau, Gollanczstraße 18/24, Markgrafenstraße 82, Grundschule (Victor-Gollancz-Schule)
- 1931 Berlin-Reinickendorf, Am Schäfersee 21/67, Brienzer Straße 42/56, Holländerstraße 11–16, Wohnblock